# Redkvica
Redkvica oz. vrtna redkev (znanstveno ime Raphanus sativus) je užitni koren zelenjave iz družine križnice (Brassicaceae), ki je bila udomačena v Evropi še v pred-rimskih časih. Redkev je številna sorta, ki se razlikuje v velikosti, barvi in trajanju potrebnega časa pridelave. Nekatere vrste so gojene za semena, druge pa za pridelavo olja.
V širšem smislu lahko redkev razdelimo v štiri glavne vrste: poletne, jesenske, zimske in spomladanske. Uspevajo v različnih oblikah (okrogle ali podolgovate korenine), barvah (rdeče, roza, bele, sive, črne ali rumene) in velikostih.
Redkvice vsebujejo dosti askorbinske kisline, folne kisline in kalija. So dober vir vitamina B6, riboflavina, magnezija, bakra in kalcija.